# Міський стадіон (Кратово)
Міський стадіон Сілекс-Кратово мак. Градски стадион Силекс-Кратово — багатофункціональний стадіон у місті Кратово, Північна Македонія. Використовується для проведення домашніх матчів ФК «Сілекс». Вміщує 1800 глядачів.